# Woodbury (New Jersey)
Woodbury – miasto w Stanach Zjednoczonych, w stanie New Jersey, siedziba administracyjna hrabstwa Gloucester.